# Ubi iudicat, qui accusat, vis, non lex valet
 Ubi iudicat, qui accusat, vis, non lex valet  лат. (изговор: уби јудикат, кви акузат, вис, нон лекс валет). Гдје суди онај који тужи, онде влада сила, а не закон. (Публилије Сиранин)

## Поријекло изреке
Изговорио Публилије Сиранин римском писац сентенција које су цветале у првом веку п. н. е.

## Изрека у српском језику
У српском језику постоји изрека са истим смислом: „Кадија те тужи, кадија ти суди.“

## Тумачење
У ауторитарним и апсолутистичким режимима судове фактички чине људи који су истовремено и они који туже и они који по тим тужбама суде.